# Mo-Torres
Mo-Torres (bürgerlich Moritz Helf; * 13. Juli 1989 in Köln) ist ein deutscher Musiker. 

## Leben
Moritz Helf wuchs im Kölner Stadtbezirk Ehrenfeld auf und besuchte von 2000 bis 2008 das Montessori-Gymnasium im Stadtteil Bickendorf. Nach dem Abitur machte er eine Ausbildung zum IT-Kaufmann, als Zivildienstleistender war er ein Lahr lang Hausmeister im Bürgerzentrum Ehrenfeld. Der Name Mo-Torres setzt sich aus der Kurzform von Moritz, also Mo und Torres zusammen. Der Namensbestandteil Torres entstand in seiner Kindheit durch die spanischen Wurzeln seines Vaters und den Besuchen in Andalusien. Da er sehr groß und eher schlaksig war, nannten ihn die Kinder dort damals El Torre, also der Turm.
Mitte 2011 veröffentlichte er das selbst produzierte Album Moralapostel, auf dem er unter anderem von Timeless unterstützt wird. Durch die Veröffentlichungen seiner Songs auf der Videoplattform YouTube gewann er an Bekanntheit. 2011 gewann er den „Cashmo pumpt den Beat“-Contest. Am 26. Oktober 2012 erschien über die eigene Crew 571 Edelweiß sein Album Ambivalenz. Gastparts auf dem Album hatten unter anderem die befreundeten Rapper Timeless, Nekst86, Cashmo und weitere. Die Instrumentals und Beats stammen unter anderem von Johnny Pepp und Jumpa. Neben lokalen Auftritten trat er dann auch überregional auf.
Am 10. Juli 2015 erschien sein zweites Album Irgendwo Dazwischen, in physischer und digitaler Form über das Label Versunkene Fabrik Music. Im Anschluss veröffentlichte Mo-Torres diverse Songs und EP ohne Labelunterstützung. 2018 entschied er sich für die Veröffentlichung des Albums 4 Wände ein eigenes Label zu gründen. Dieses trägt den Namen USMVEEDEL. Mo-Torres unterstützte und sang mehrfach zusammen mit Rapper Timeless beispielsweise beim Song Kein Berg zu hoch oder bei In meiner Hand.
Neben Veröffentlichungen wie Irgendwo Dazwischen sowie 4 Wände brachte Mo-Torres Songs über den 1. FC Köln auf den Markt. Bei Sytros produzierte er den zur Melodie von L’amour toujours von Gigi D’Agostino geschriebenen inoffiziellen Fan-Aufstiegssong 1. Bundesliga, wir sind wieder da! (Döp Dö Dö Döp)-  Bei ZYX Music wurde zusammen mit Eko Fresh, Sülo der Boss, Venloerstross und Jumbo Star eine neu gemischte Maxi-CD-Version veröffentlicht, durch die er in Fußballkreisen größere Bekanntheit erfuhr.
2016 veröffentlichte Mo-Torres zusammen mit Cat Ballou und Lukas Podolski die Single Liebe deine Stadt, eine Stadthymne auf Köln. Die Single erreichte Platz 26 der deutschen Singlecharts. Darüber hinaus war Liebe deine Stadt der am häufigsten heruntergeladene deutsche Song am Wochenende der Veröffentlichung. Sie präsentierten den Song bei einem Spiel der RheinStars Köln und vor dem Heimspiel des 1. FC Köln gegen Borussia Dortmund. Im Rahmen des Kölner Karnevals zählte Mo-Torres zu den Prominenten auf dem Rosenmontagszug. Darüber hinaus begleitete der Kölner die Band Cat Ballou auf zahlreichen Konzerten. Dabei war er unter anderem in der Kölnarena sowie in bekannten Kölner Spielstätten, wie beispielsweise den Sartory-Sälen, dem Palladium und im Gürzenich zu sehen.
Mit dem Album Strahlemann erreichte er 2021 Rang 5 der Album-Charts. Seitdem veröffentlichte der Kölner diverse neue Songs, neben Green Flags auch Songs wie Puzzleteil mit Nico Gomez oder 180 KMH. Auch sein Nachfolge-Album Heute war alles besser erreichte Rang 5 der deutschen Album-Charts. Nach dem Album veröffentlichte Mo-Torres einige weitere Songs, darunter Keine Garantie für Liebe, die er im ARD-Morgenmagazin live präsentierte. Darüber hinaus spielte Mo-Torres bereits auf einigen Festivals in Deutschland, dazu zählen unter anderem das Parookaville sowie Summerjam sowie das Sunset Beach zusammen mit Wincent Weiss.

## Musikstil
In seinen Liedern thematisiert er insbesondere persönliche Dinge, äußert sich sozialkritisch zu Politik und Weltgeschehen und ordnet sich stilistisch weit weg von Straßenrap und Gangsterrap ein. Über die Jahre hat sich Mo-Torres stilistisch stärker der Popmusik zugewandt und mischt heute Pop mit Rap-Elementen.

## Diskografie
Alben
- 2012: Ambivalenz (Eigenproduktion)
- 2015: Irgendwo Dazwischen (Versunkene Fabrik)
- 2018: 4 Wände (USMVEEDEL)
- 2021: Strahlemann (USMVEEDEL)
- 2023: Heute war alles besser (USMVEEDEL)

EPs
- 2012: Atheist
- 2016: Jung us’m Veedel (Eigenproduktion)
- 2016: Köln EP (Eigenproduktion)
- 2019: Rochuspark (USMVEEDEL)
- 2020: VHS (USMVEEDEL)

Mixtapes
- 2010: 27 Revue (Eigenproduktion)
- 2011: Moralapostel (Eigenproduktion)

Singles/Maxi-CDs (Auswahl)
- 2010: Aussenwelt (Single; produziert von Cashmo)
- 2014: Döp Dö Dö Döp – 1. Bundesliga, wir sind wieder da! (Maxi-CD); ZYX Music; zusammen mit Sülo der Boss, Venloerstross und Jumbo Star
- 2015: Mein letztes Hemd (zusammen mit Darius Zander)
- 2016: Heimat (zusammen mit Darius Zander)
- 2016: Jung us’m Veedel
- 2016: Liebe deine Stadt (feat. Cat Ballou und Lukas Podolski, FiveMusic/recordJet)
- 2017: Effzeh International
- 2017: Du & Ich
- 2018: Weissmaler (feat. Casbo)
- 2018: 4 Wände
- 2018: All die Leeder
- 2020: Herkules
- 2020: Zuhause
- 2021: Deine Melodie
- 2021: Strahlemann
- 2021: Puzzleteil (mit Nico Gomez)
- 2022: Joot för mich
- 2022: Elton John
- 2022: Green Flags (Vielleicht nennt man sowas Liebe)
- 2022: 180 km/h
- 2022: Feuerrote Nikes
- 2023: Übertrieben schön
- 2024: Gebrochenes Herz (Zimmer im Herbst)
- 2024: Mond lacht
- 2024: Keine Garantie für Liebe
- 2024: Was wäre, wenn